# Aktionsrat zur Befreiung der Frauen
Der Aktionsrat zur Befreiung der Frauen war eine 1968 in West-Berlin entstandene feministische Gruppe innerhalb der Außerparlamentarischen Opposition. Mit dem Engagement dieser Gruppe wird der Beginn der Frauenbewegung in der Bundesrepublik Deutschland datiert.
Bekannt wurde die Gruppe vor allem durch den Tomatenwurf auf Hans-Jürgen Krahl, der eine bekannte Persönlichkeit aus dem Sozialistischen Deutschen Studentenbund (SDS) war, und durch das Gründen von Kinderläden.
Als Ort für die wöchentlichen Treffen des Aktionsrats fanden sich die Räume des Republikanischen Clubs.

## Gründung von Kinderläden
Die Entstehung des Aktionsrats hängt eng mit der Gründung von Kinderläden zusammen. Der erste Kinderladen entstand auf Initiative von Monika Seifert im Umfeld des SDS im September 1967 in Frankfurt am Main. Monika Seifert war durch die Schriften Wilhelm Reichs  zur Selbstregulierung von Kindern auf die Idee gekommen, einen Kinderladen zu gründen.
Zeitgleich gab es in einer anderen Universitätsstadt, in Berlin, ähnliche Bestrebungen, Kinderläden zu gründen. Die Initiative ging hier von Helke Sander aus, die von Alexander Neills Konzept der freien Summerhill-Schule beeinflusst gewesen ist und in den Zwiespalt geriet, ihre politische Tätigkeit mit der Betreuung ihres Kindes zeitlich zusammenzubringen. Sie verfasste mit anderen Frauen ein Flugblatt, welches im Januar 1968 an der Freien Universität Berlin verteilt wurde. Hierauf kam es zu einer Versammlung von 80 bis 100 Frauen und einigen wenigen Männern, die sich weiterhin regelmäßig treffen wollten. Aus diesen Treffen ging der Aktionsrat zur Befreiung der Frauen hervor. Während der Versammlung wurde zudem der Grundstock für die Schaffung von fünf Berliner Kinderläden gelegt.

## Helke Sanders Rede und der Tomatenwurf

### Helke Sanders Rede
Während einer Rede auf der 23. Delegiertenkonferenz des SDS am 13. September 1968 stellte Sander das Konzept des Aktionsrats dar. Der Aktionsrat sah sich einerseits dem SDS verbunden, da nur dieser progressiv genug sei, eine Zusammenarbeit mit dem Aktionsrat zu gewährleisten, andererseits kritisierte der Aktionsrat auch die beiden Strömungen im SDS:

„Wir sprechen hier, weil wir wissen, dass wir unsere Arbeit nur in Verbindung mit anderen progressiven Organisationen leisten können und dazu zählt unserer Meinung nach heute nur der SDS. Die Zusammenarbeit hat jedoch zur Voraussetzung, dass der Verband die spezifische Problematik der Frauen begreift, was nichts anderes heißt, als jahrelang verdrängte Konflikte endlich im Verband zu artikulieren. Damit erweitern wir die Auseinandersetzung zwischen den Antiautoritären und der KP-Fraktion und stellen uns gleichzeitig gegen beide Lager, da wir beide Lager praktisch, wenn auch nicht dem theoretischen Anspruch nach, gegen uns haben.“

In der Rede kritisierte sie die auch im SDS vorherrschende Trennung zwischen dem Politischen und dem Privaten, welche die Ausbeutung der Frauen verschleiere. Sander kritisierte,

„[…] dass man einen bestimmten Bereich des Lebens vom gesellschaftlichen abtrennt, ihn tabuisiert, indem man ihm den Namen Privatleben gibt. In dieser Tabuisierung unterscheidet sich der SDS in nichts von den Gewerkschaften und den bestehenden Parteien. Diese Tabuisierung hat zur Folge, dass das spezifische Ausbeutungsverhältnis, unter dem die Frauen stehen, verdrängt wird, wodurch gewährleistet wird, dass die Männer ihre alte, durch das Patriarchat gewonnene Identität noch nicht aufgeben müssen. Man gewährt zwar den Frauen Redefreiheit, untersucht aber nicht die Ursachen, warum sie sich so schlecht bewähren, warum sie passiv sind, warum sie zwar in der Lage sind, die Verbandspolitik mit zu vollziehen, aber nicht dazu in der Lage sind, sie auch zu bestimmen.“

Kritisiert wurde, dass in dem Engagement für Kinderläden einige der wenigen Männer sich Führungspositionen sicherten und die Kinderläden in Arbeitervierteln etablieren wollten:

„Der Versuch, möglichst schnell andere Bevölkerungsschichten mit unseren Kinderläden zu erfreuen, mag darauf zurückzuführen sein, dass sich die Männer nach wie vor weigern, ihre eigenen Konflikte zu artikulieren. Im Augenblick haben wir der Arbeiterschaft nichts zu bieten. Wir können nicht Arbeiterkinder in unsere Kinderläden nehmen, wo sie ein Verhalten lernen, für das sie zu Hause bestraft werden. Die Voraussetzungen dazu müssen für die Arbeiter erst geschaffen werden.“

Die von Sander vorgestellte Arbeit des Aktionsrates umfasste unter anderem fünf Punkte:
1. „Wir haben unsere Arbeit vorerst beschränkt auf Erziehungsfragen und alles, was damit zusammenhängt.“
2. „Alles Geld geht im Augenblick in die Kinderläden und die dafür notwendigen Vorbereitungsarbeiten.“
3. „Wir nehmen uns Zeit für die Vorbereitungsarbeiten und die Politisierung des Privatlebens.“
4. „Wenn die Modelle der Kinderläden uns praktikabel erscheinen, werden wir uns auf die Schulen konzentrieren.“
5. „Daneben wird natürlich theoretische Arbeit geleistet, die in größeren Zusammenhängen argumentiert.“[3]

Zum Schluss folgte eine Kampfansage an die Männer im SDS:

„Genossen, wenn ihr zu dieser Diskussion, die inhaltlich geführt werden muß, nicht bereit seid, dann müssen wir allerdings feststellen, dass der SDS nichts weiter ist als ein aufgeblasener konterrevolutionärer Hefeteig. Die Genossinnen werden dann die Konsequenzen zu ziehen wissen.“

### Der Tomatenwurf
Bereits im Vorfeld hatte es Widerstände dagegen gegeben, dass Helke Sander für den Aktionsrat zur Befreiung der Frauen einen Delegiertenplatz beim SDS erhielt. Sigrid Damm-Rüger zur Stimmung während der Rede:

„Die Widerstände der Berliner Genossen ließen uns erahnen, mit welchen Reaktionen wir auf der Delegiertenkonferenz zu rechnen hatten. Man würde uns einmal reden lassen und dann zur Tagesordnung übergehen. Zunächst gab es eine Debatte darüber, ob wir reden dürften, weil wir ja das Thema nicht vorbereitet hatten, bzw. die männlichen Genossen nicht auf das Thema vorbereitet waren. Aber nach einer heißen Debatte kam es dann doch noch dazu, daß eine Abstimmung zeigte, wir sollten reden und Helke Sander hielt eine Rede.“

Als das ausschließlich von Männern besetzte Gremium ohne eine Diskussion des Vortrags von Sander zu anderen Themen übergehen wollte, schmiss die Romanistikstudentin Sigrid Rüger – angeblich mit den Worten: „Genosse Krahl! Du bist objektiv ein Konterrevolutionär und ein Agent des Klassenfeindes dazu!“ – die berühmte Tomate auf den SDS-Theoretiker Hans-Jürgen Krahl. Es ist umstritten, ob der Angriff geplant gewesen ist.
Im Rückblick bemerkte Sigrid Damm-Rüger zu dem weiteren Verlauf:

„Die Delegiertenkonferenz konnte nicht zur Tagesordnung übergehen, es wurde anhand einer über Nacht erstellten Resolution weiter über die Frauenproblematik diskutiert und die Delegiertenkonferenz mußte vertagt werden. Die Medien nahmen das Ereignis als Aufstand der Genossinnen gegen ihre Genossen wahr, und was dann geschah, dürfte bekannt sein. In vielen Universitätsstädten der Bundesrepublik wurden Aktions- oder Weiberräte gegründet.“

In der Zeitschrift Konkret (Nr. 12, 1968) kritisierte Ulrike Meinhof die Reaktionen von männlichen Berichterstattern auf den Eklat:

„Die Reaktion der Männer auf der Delegierten-Konferenz und die auch der immer noch wohlwollenden Berichterstatter zeigte, daß noch erst ganze Güterzüge von Tomaten verfeuert werden müssen, bis da etwas dämmert. Die Konsequenz aus Frankfurt kann nur sein, daß mehr Frauen über ihre Probleme nachdenken, sich organisieren, ihre Sache aufarbeiten und formulieren lernen und dabei von ihren Männern erstmal nichts anderes verlangen, als daß sie sie in dieser Sache in Ruhe lassen und ihre tomatenverkleckerten Hemden mal alleine waschen, vielleicht weil sie gerade Aktionsratssitzung zur Befreiung der Frau hat.“

Im Zuge des Eklats kam es in verschiedenen Universitätsstädten zu studentisch-feministischen Weiberräten, die ausschließlich aus Frauen bestanden. Während der 24. Delegiertensitzung des SDS vom 17. bis 19. November 1968 in Hannover verschärfte sich der Ton. Ein Flugblatt („Rechenschaftsbericht“) kursierte mit der Forderung: „Befreit die sozialistischen Eminenzen von ihren bürgerlichen Schwänzen!“

## Kindergärtnerinnenstreik
Für den 20. Juni 1969 wurde unter organisatorischer Führung des Aktionsrats der erste Kindergärtnerinnenstreik geplant. Einen Tag lang sollte ein großer Teil der Berliner Wirtschaft stillstehen, da die berufstätigen Mütter nicht hätten zur Arbeit  gehen können.  Damit sollte auf die vernachlässigte Situation in den Kindergärten aufmerksam gemacht werden, zudem aber auch wirkungsvoll die Macht und der  wirtschaftliche Beitrag  von Frauen demonstriert werden. Zunächst stimmten die zuständigen Gewerkschaften den Plänen des Aktionsrats zu, sie verhinderten später jedoch eine gemeinsame Aktion durch langwieriges Taktieren. In der Folge zerfiel die Aktion: während die Gewerkschaften  zu einem Warnstreik am 13. Juni aufriefen, verschob der Aktionsrat seine Aktion auf den 13. September des Jahres.